# Локіть
Ло́кіть — село в Україні, в Іршавській міській громаді Хустського району Закарпатської області.

## Географія
Займає площу 0,496 км² і розташоване на високому правому березі річки Абранки — лівої притоки річки Іршавки на висоті від 362 до 378 метрів над рівнем моря. Село знаходиться за 13 км на північний захід від залізничної станції «Іршава» і за 700 метрів від автодороги Загаття — Чорний Потік — Дешковиця.

## Назва
Історична назва села — Велика Абранка (Nagyábránka) походить від назви річки Абранки — лівої притоки річки Іршавка.
Час появи русинської назви села Локіть невідомо і в документах XVII—XVIII ст. в. воно не зустрічається. Але в угорському географічному довіднику 1877 вже вказані обидві назви: Ábránka-Nagy (Lokoty).
Після входження Підкарпатської Русі до складу Чехословаччини в 1919 році, офіційною назвою села стало Локоть (чеськ. Loket).

## Символіка

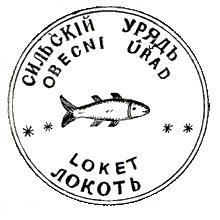
Печатка сільського уряду Локтю в 1919—1938 р

З 1919 по 1938 р.р. сільський уряд Локтю мав власну печатку — зображення риби та дублюючі написи русинською (СИЛЬСКІЙ УРЯДЪ. ЛОКОТЬ) і чеською (OBECNI ÚŘAD. LOKET) мовами.
На її основі був створений і затверджений герб. У лазуровому щиті срібна риба, покладена в балку і обернена вліво, супроводжувана в кутках чотирма золотими восмипроменевими зірками.

## Історія
На останньому аркуші урбарія 1603 року приведений «список нових сіл, побудованих Жигмондом Ракоці після смерті Гашпара Магочі (Mágócsi Gáspár)», тобто між 1595 і 1603 р серед сіл округи Krajna в цьому списку є село Abranka (поки без поділу на Велику — суч. с. Локіть і Малу — суч. с. Смологовиця).
Велика Абранка ( Nagy Abranka ), як окреме село, вперше згадується в 1613 році.
Інші назви: 1610-Nagj Abranka, 1645-Nagy Abranka, 1728-Abrahanka, 1773-Nagy Abranka, 1877-Ábránka (Nagy), 1877-Nagy- і Kisábránka, 1930-Abranka.
В адміністративно-територіальному відношенні Велика Абранка спочатку входила до складу округи Крайна ( Krajnai kerület ) Мукачівської (з 1729 — Мукачівсько-Чинадіївської) домінії, а з 1867 по 1918 роки — в округ Фелвідек ( Felvidéki járás ) комітату Береґ.
У урбарії 1690 року поряд з назвою села Велика Абранка написано orosz falu (угор.: руське село).
У період антигабсбурзької національно-визвольної війни угорського народу 1703—1711 р.р. під керівництвом Ференца II Ракоці серед повстанців — куруців були і жителі Великої Абранки. В мукачівському списку 1704 року, є імена греко-католиків, які брали участь у Повстанні Ференца Ракоці 1703—1711 р.р., згадані п'ять жителів села Лікоть: Янош Сомош, Янош Лутак, Федір Молнар, Янош Вадас і Петер Чебин.

## Населення
Чисельність населення:
- 1798 — 112 осіб
- 1828 — 46 осіб (враховувалися лише особи від 16 до 60 років)[8]
- 1877 — 337 осіб, з них 302 греко-католика і 35 юдеїв.[1]

Згідно з переписом УРСР 1989 року чисельність наявного населення села становила 355 осіб, з яких 162 чоловіки та 193 жінки.
За переписом населення України 2001 року в селі мешкало 340 осіб.

### Мова
Розподіл населення за рідною мовою за даними перепису 2001 року:
| Мова       | Відсоток |
| ---------- | -------- |
| українська | 99,11 %  |
| російська  | 0,89 %   |

## Релігія
Велика частина віруючих села — православні — парафіяни Свято-Введенського храму Іршавського благочиння Мукачівської єпархії Української Православної Церкви. Настоятель храму — протоієрей Іоанн Ришко.
- Дерев'яна церква Введення Пресвятої Богородиці, XVIII ст., 1734

Церква Введення пр. богородиці. 1734.
У 1682 р. згадують священика Василя Абранського, що походив з кріпацької сім'ї, а про церкву йдеться в 1690 р. У 1710 p., внаслідок війн, які вів Ракоці, село, як і вся околиця, було дуже спустошене. Оскільки стара дерев'яна церква згоріла, в 1733 p., коли священиками були Григорій Мешко та Василь Ціцей, споруджували нову церкву, яка мала один дзвін.
Дерев'яну церкву згадують у 1778 p., коли філіями Смологовиці були Мала Абранка, Івашковиця, Кобалевиця і Климовиця, і в 1798 p., коли населення становило 112 осіб, а церкву описано як маленьку і темну.
Тризрубна, збудована з дубових колод, церква збереглася донині і датується за написом на дошці. Зарубки та сліди кутових з'єднань на брусах свідчать, що церкву перенесли в Локоть з іншого села.
Місцевий краєзнавець В. Керечанин вважає, що церкву споруджено в 1784 р. в Заріччі і перенесено в Локоть у 1800 р. Вівтарний зруб — п'ятигранний. Двосхилий дах, нижчий над вівтарем і вищий над навою, вкриває коробові склепіння східної та центральної частин та плоске перекриття бабинця.
Над бабинцем — невисока квадратна башта з глухим підсябиттям, увінчана стрімким шпилем. Опасання обходить усі зруби, спираючись на випуски вінців, і на західній стіні бабинця утворює невеликий відкритий ґанок на різьблених стовпчиках. Шпилеподібне завершення дозволяє зарахувати церкву до групи готичних храмів Закарпаття.
У 1937 р. робили ремонт церкви і, можливо, тоді дерев'яне покриття дахів замінили етернітом. Традиційну двоярусну дзвіницю перероблено на одноярусну. Казательницю до церкви зробили І. Павлишинець та Ю. Логойда.

## Туристичні місця
- деревяний храм Введення пр. Богородиці. 1734
- річка Абранка 

## Відомі уродженці
- Шкіря Іван Іванович (1958) — учасник Афганської війни 1979—1989 років, нагороджений орденом «За заслуги» III ступеня;